# 頸動脈體
頸動脈體（carotid body）是颈总动脉分支附近的一個化學受器暨支持組織。
頸動脈體能偵測動脈血中的氣體分壓，主要是血氧及二氧化碳。此外也能感測pH值及温度。

## 結構
頸動脈體含有兩種細胞球細胞：第一型球細胞（主細胞）及第二型球細胞（支持細胞）
- 第一型球細胞（主細胞）分化自神經脊[1]。主細胞能分泌各種神经递质，包含乙酰胆碱、ATP，以及多巴胺等，能誘發興奮性動作電位（英语：EPSP），並調控呼吸系統。
- 第二型球細胞（支持細胞）則類似神經膠質細胞，扮演支持細胞的角色。細胞表面標記為S100蛋白。